# Mainstream Rock Tracks
Mainstream Rock Tracks, også kaldet Hot Mainstream Rock Tracks, er en hitliste fra det amerikanske musikmagasin Billboard. Listen er en rangering af de mest spillede sange på amerikanske radiostationer inden for rock-grenren, og publiceres ugentlig. Listen blev første gang publiceret i Billboard den 21. marts 1981. Sangen "Can't Stand It" af Eric Clapton var den første sangen som kom på 1. plads på Mainstream Rock Tracks.

## Flest uger som # 1
Nedenfor findes en liste over de sange, som har været #1 på hitlisten i 10 uger eller mere.
21 uger
- "Loser" af 3 Doors Down (2000–01)

20 uger
- "It's Been Awhile" af Staind (2001)

17 uger
- "Higher" af Creed (1999–2000)
- "When I'm Gone" af 3 Doors Down (2002–03)

16 uger
- "Touch, Peel and Stand" af Days of the New (1997)

15 uger
- "Interstate Love Sang" af Stone Temple Pilots (1994)
- "Heavy" af Collective Soul (1999)

14 uger
- "So Far Away" af Staind (2003)
- "Boulevard of Broken Dreams" af Green Day (2005)
- "Fake It" af Seether (2007–08)
- "Inside the Fire" af Disturbed (2008)

13 uger
- "Start Me Up" af The Rolling Stones (1981)
- "How You Remind Me" af Nickelback (2001)
- "Figured You Out" af Nickelback (2004)
- "Pain" af Three Days Grace (2006–07)
- "Chalk Outline" af Three Days Grace (2012)
- "Something from Nothing" af Foo Fighters (2014–15)

12 uger
- "Mysterious Ways" af U2 (1991–92)
- "Like a Stone" af Audioslave (2003)
- "Save Me" af Shinedown (2005–06)
- "Dani California" af Red Hot Chili Peppers (2006)
- "Face to the Floor" af Chevelle (2011–12)
- "Bully" af Shinedown (2012)

11 uger
- "Remedy" af The Black Crowes (1992)
- "Turn the Page" af Metallica (1999)
- "Fall to Pieces" af Velvet Revolver (2004)
- "Break" af Three Days Grace (2009–10)
- "Hail to the King" af Avenged Sevenfold (2013)

10 uger
- "Lightning Crashes" af Live (1995)
- "The Down Town" af Days of the New (1998)
- "Scar Tissue" af Red Hot Chili Peppers (1999)
- "Blurry" af Puddle of Mudd (2002)
- "Second Chance" af Shinedown (2008–09)
- "Country Sang" af Seether (2011)